# Portugiesische Judomeisterschaften 2011
Die Portugiesischen Judomeisterschaften 2011 fanden am 23. Oktober 2011 in der Kreisstadt Odivelas statt.

## Ergebnisse

### Männer
| Gewichtsklasse | Gold            | Silber           | Bronze                       |
| -------------- | --------------- | ---------------- | ---------------------------- |
| - 60 kg        | Nuno Carvalho   | Eduardo Silva    | Miguel Louro Miguel Castro   |
| - 66 kg        | Andrei Veste    | Diogo César      | Rui Coelho Pedro Jacinto     |
| - 73 kg        | Jorge Fernandes | Nuno Saraiva     | Daniel Costa Pedro António   |
| - 81 kg        | Carlos Luz      | Kirill Samorodov | Tomás Costa Pedro Medeiros   |
| - 90 kg        | Célio Dias      | Miguel Almeida   | Ricardo Rosa Hugo Silva      |
| - 100 kg       | Jorge Fonseca   | Alejandro Martin | João Taveira Ricardo Louro   |
| + 100 kg       | Diogo Silva     | Hugo Angelo      | Alain Massart Nelson Azevedo |

### Frauen
| Gewichtsklasse | Gold           | Silber           | Bronze                             |
| -------------- | -------------- | ---------------- | ---------------------------------- |
| - 48 kg        | Ines Lopes     | Ines Ribeiro     | Leandra Freitas Barbara Alemão     |
| - 52 kg        | Ana Sousa      | Cintia Mesa      | Mariana Goncalves Mariana Casimiro |
| - 57 kg        | Ana Jorge      | Joana Nunes      | Doina Babcenco Eunice Santos       |
| - 63 kg        | Ana Cachola    | Joana Santos     | Sandra Borges Agata Swiatkiewicz   |
| - 70 kg        | Ana Sena       | Andreia Zeferino | Erica Rompão                       |
| + 70 kg        | Yahima Ramirez |                  |                                    |